# ¡Tierra y Libertad!
¡Tierra y Libertad! (Land en Vrijheid!) is de bekendste strijdkreet uit de Mexicaanse Revolutie. 
Het was oorspronkelijk de strijdkreet van Emiliano Zapata en zijn Bevrijdingsleger van het Zuiden. De kreet werd gepopulariseerd toen Zapata hem gebruikte in zijn Plan van Ayala, doch werd voor het eerst gebruikt door Ricardo Flores Magón als titel van een van zijn boeken. Tegenwoordig wordt Tierra y Libertad door demonstranten in Mexico regelmatig aangehaald wanneer zij hun ongenoegen over onderdrukking of onrechtvaardigheid willen laten blijken.
Zapata's thuisstaat Morelos heeft deze uitspraak in zijn wapen opgenomen.